# Кирбург
Кирбург (нем. Kirburg) — община в Германии, в земле Рейнланд-Пфальц. 
Входит в состав района Вестервальд. Подчиняется управлению Бад Мариенберг (Вестервальд).  Население составляет 584 человека (на 31 декабря 2010 года). Занимает площадь 4,05 км².